# Città-contea
Una città-contea (县级市S, XiànjíshìP) è una suddivisione amministrativa di terzo livello della Cina. In particolare una città-contea è una municipalità il cui territorio viene considerato più esteso ad inglobare quello della contea. Tale territorio è quindi composto da un centro abitato principale, altri minori e vaste aree rurali. Quindi, in linea di massima, una città-contea può essere intesa come una città con status di contea, ovvero una città a cui viene associata una contea, a formare un'unica entità di giurisdizione.
A livello amministrativo e politico, la sua gestione è paragonabile a quella delle contee vere e proprie, dei distretti, delle contee autonome, delle bandiere e delle bandiere autonome in Mongolia Interna. Esse sono quindi controllate dalle prefetture, ma in alcuni casi possono dipendere direttamente dalla provincia di appartenenze.
In lingua italiana le città-contee possono essere indicate anche come municipalità di livello-contea o città di livello-contea. Dal 1949 al 1983, prima del rinnovamento amministrativo che le ha viste sostituire alle contee, esse erano indicate anche come città controllate da prefetture.
Al settembre 2018, in Cina, vi sono 375 città di livello-contea.